# Tenuipalpus jianfengensis
Tenuipalpus jianfengensis är en spindeldjursart som beskrevs av Ma och Yuan 1980. Tenuipalpus jianfengensis ingår i släktet Tenuipalpus och familjen Tenuipalpidae. Inga underarter finns listade i Catalogue of Life.